# Benjamin Franklin Potts

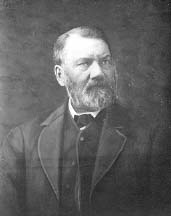
Benjamin Franklin Potts

Benjamin Franklin Potts (* 29. Januar 1836 in Fox, Ohio; † 17. Juni 1887 in Helena, Montana-Territorium) war ein US-amerikanischer General und Politiker. Er war von 1870 bis 1883 der siebte Gouverneur des Montana-Territoriums.

## Leben
Es gibt keine besonders guten Quellen über Benjamin Potts. Laut einem Verzeichnis aller Unionsgeneräle des Bürgerkrieges war er vor diesem Krieg Angestellter in einem Laden, Lehrer und Rechtsanwalt. Während des Bürgerkriegs stieg er bis zum Brevet-Generalmajor auf. Nach dem Krieg war er wieder Rechtsanwalt, Politiker, Territorialgouverneur im Montana-Territorium und Rancher. 1867 wurde er in den Senat von Ohio gewählt.

### Territorialgouverneur in Montana
Im Jahr 1869 wurde Potts von Präsident Ulysses S. Grant als Nachfolger von James Mitchell Ashley zum neuen Territorialgouverneur in Montana ernannt. Dieses Amt sollte er bis 1883 bekleiden. Potts verdankte diese Ernennung seinem Freund General William T. Sherman, der sich für ihn eingesetzt hatte. Potts verstand sich außerdem sehr gut mit den späteren Präsidenten Rutherford B. Hayes und James A. Garfield. In Montana versuchte er die politischen Gräben sowohl zwischen den Republikanern und den Demokraten, als auch innerhalb seiner Republikanischen Partei zu überbrücken. Immerhin schaffte er es, 13 Jahre lang sein Territorium erfolgreich zu verwalten. Er hat damit die längste Regierungszeit aller Gouverneure dieses Gebietes.